# Nova Sušica
Nova Sušica je naselje v Občini Pivka. Leži jugozahodno od Pivke. Podružnična cerkev je posvečena sveti Ani. Velikost je približno 2,78 km².
Znana je po partizanski šoli iz časa druge svetovne vojne.